# Dorothea Alewell
Dorothea Alewell (* 10. August 1964 in Hamburg) ist eine deutsche Betriebswirtin und Professorin für Betriebswirtschaftslehre (BWL), insbesondere Personalwirtschaft an der Fakultät Betriebswirtschaft der Universität Hamburg.

## Leben
Dorothea Alewell machte 1983 ihr Abitur. Von 1983 bis 1988 absolvierte sie ein Studium der Betriebswirtschaftslehre an der Universität Hamburg und erlangte dort den Abschluss Diplom-Kauffrau (Dipl.-Kffr.). Von 1988 bis 1989 schloss sich ein Studienaufenthalt an der University of Wisconsin–Milwaukee in den Vereinigten Staaten von Amerika (USA) an.
Von 1989 bis 1993 fand Alewell eine Anstellung als wissenschaftliche Mitarbeiterin bei Willi Küpper am Lehrstuhl für Personalwirtschaftslehre und Allgemeine Betriebswirtschaftslehre (ABWL) an der Universität Hamburg. 1992 gelang ihr die Promotion mit summa cum laude. Das Thema der Dissertation lautete Interne Arbeitsmärkte. Eine informationsökonomische Analyse.
Von 1993 bis 1996 war sie als wissenschaftliche Assistentin bei Willi Küpper tätig. Von 1996 bis 1997 übernahm Dorothea Alewell die Vertretung der C3-Professur für Unternehmensführung / Personalwirtschaft an der Technischen Universität Ilmenau. 1997 gelang ihr die Habilitation. Das Thema der Habilitationsschrift lautete Die Finanzierung betrieblicher Weiterbildung. Ökonomische und juristische Aspekte. Ab April 1997 folgte eine Vertretungsprofessur für Allgemeine Betriebswirtschaftslehre, insbesondere Personalwirtschaft und Organisation an der Friedrich-Schiller-Universität Jena. Von Juli bis September 2007 war Alewell Professorin und Inhaberin des Lehrstuhls für Allgemeine Betriebswirtschaftslehre, insbesondere Personalwirtschaft und Organisation an der Friedrich-Schiller-Universität Jena. 
Im April 2000 erhielt sie den Wolfgang-Ritter-Preis 2000 für ihre Habilitationsschrift. Im September 2001 lehnte sie einen Ruf an die Universität Wien auf den Lehrstuhl BWL X / Personal ab.
Seit Oktober 2007 ist Dorothea Alewell ordentliche Universitätsprofessorin und Inhaberin des Lehrstuhls für Allgemeine Betriebswirtschaftslehre, insbesondere Personalwirtschaft an der Universität Hamburg.

## Forschungsschwerpunkte
Ihre aktuellen Forschungsprojekte sind Geschlechterstereotype und Religion am Arbeitsplatz.
Abgeschlossene Forschungsprojekte sind Trennungsmanagement und Personaldienstleistungen und Betriebliche Beschäftigungssysteme.

## Schriften (Auswahl)
- Interne Arbeitsmärkte. Eine informationsökonomische Analyse, S und W, Steuer- und Wirtschaftsverlag, Hamburg 1993, ISBN 3-89161-751-8 (Zugleich: Universität Hamburg, Dissertation)
- Die Finanzierung betrieblicher Weiterbildungsinvestitionen. Ökonomische und juristische Aspekte, Gabler Verlag, Wiesbaden 1997, ISBN 3-409-12826-3 (Zugleich: Universität Hamburg, Habilitationsschrift, 1996)
- Als Herausgeberin: Zwischen Arbeitslosigkeit und Überstunden. Personalwirtschaftliche Überlegungen zur Verteilung von Arbeitsvolumen, Lang Verlag, Frankfurt am Main / Berlin 2000, ISBN 3-631-35685-4
- Axel Bänsch / Dorothea Alewell: Wissenschaftliches Arbeiten, Oldenbourg Verlag, 11. Auflage, München 2013, ISBN 978-3-486-59090-6